# هانس استر
هانس پاول استر (به آلمانی: Hans Paul Oster)‏ ژنرال ارتش آلمان و جانشین اطلاعات نظامی ارتش تحت امر دریاسالار ویلهلم کاناریس و از مخالفان سر سخت هیتلر و حزب نازی و از ترسیم کنندگان اصلی برنامه نیروی مقاومت آلمان از ۱۹۳۸ تا ۱۹۴۳ بود.

## اوایل زندگی
او در درسدن ساکسونی به دنیا آمد پسر کشیشی از کلیسای پروتستان فرانسه از اهالی الزاس بود. در ۱۹۰۷ به توپخانه پیوست در جنگ جهانی اول تا ۱۹۱۶ یعنی تا زمانی که با درجه سروان گماشته رئیس سر فرماندهی ارتش شد در جبهه غرب جنگید. بعد از جنگ بهتر از انی تشخیص داده شد که مشمول تقلیل شمار افسران که به موجب بندهای پیمان ورسای باید تعداد آنان ۴۰۰۰ نفر تنها می‌بود بشود و در ارتش باقی‌ماند با این حال بخاطر بی‌مبالاتی در قضایایی مربوط به ناحیه راینلند به دردسر افتاد.
او خیلی زود شغلی در سازمان جدیدی که هرمان گورینگ تحت پلیس پروس به وجود آورده بود پیدا کرد. او در اکتبر ۱۹۳۳ به (اب ور) سازمان اطلاعات نظامی ارتش منتقل شد. در چنین شرایطی با همدستان آینده خود هانس برند گسویوس و و آرتور نبه که در گشتاپو کار می‌کردند ملاقات کرد. استر همچنین در این مدت تبدیل به محرم راز ویلهلم کاناریس فرمانده سازمان اطلاعات نظامی ارتش که مافوقش بود شد.

## نفرت از هیتلر و نازی‌ها
مانند بسیاری از افسران المانی استر در ابتدا موافق هیتلر بود. اما خیلی زود عقیده اش در ۱۹۳۴ و بعد از شب دشنه‌های بلند برگشت. که در ان اس اس بدون هیچ حکم قضایی و غیرمجاز اکثر رقبای همکار خود و رهبران اس آ و همچنین مخالفین سیاسی خود مانند ژنرال کورت فن شلایشر آخرین صدراعظم جمهوری وایمار و همچنین ژنرال فردیناند فن بردو فرمانده سابق اطلاعات نظامی ارتش را به‌قتل رساندند. در ۱۹۳۸ ماجرای بلومبرگ-فریچ و تصویب برنامه دولتی نژاد پرستانه ضدیهودی نازی‌ها ناسازگاری طبیعی استر با نازی‌ها را به کینه و نفرت عمیقی تبدیل کرد. در جریان بحران فریچ استر با ژنرال لودویگ بک ریاست ستاد مشترک را ملاقات کرد.
موقعیت استر در سازمان اطلاعات نظامی ارتش (آب ور) فرصت گران بهایی را در اختیار توطئه گران ارتشی ضد نازی و مقاومت آلمان قرار داد. اطلاعان نظامی می‌توانست نامه‌های جعلی درست کند و به مواد و منابع طبقه‌بندی شده دسترسی داشته باشد و همچنین استتاری برای توطئه‌های ضد نازی تحت عنوان فعالیت‌های محرمانه اطلاعاتی تهیه کند و بین سلول‌های پراکنده مقاومت که بدون کمک اطلاعات نظامی از هم پاشیده بودند ارتباط برقرار کند. او همچنین نقش مرکزی در اولین توطئهٔ ارتش برای براندازی هیتلر داشت. که ریشه ان در توجه هیتلر برای حمله به چکسلواکی بود. در اوت ۱۹۳۸ بک صریحاً در ملاقات ژنرال‌ها در برلین گفت که به عقیده او قدرت‌های غربی بر سر قضیه چکسلواکی با المان خواهند جنگید. وقتی هیتلر از این مطلع شد بک را وادار به پذیرش استعفا کرد. بک بسیار در ارتش مورد احترام بود و عزل او باعث شکه شدن افسران سپاه شد. جانشین او ژنرال فرانتس هالدر ارتباط خود با بک و استر را حفظ کرد هالدر در یک محفل خصوصی گفته بود او هیتلر را تجسمی واقعی از شیطان می‌داند. در ماه سپتامبر طرح ضد نازی ارتش برنامه‌ریزی شد با داخل شدن فیلد مارشال اروین فون ویتزلبن فرمانده ارتش در منطقه نظامی برلین در ماجرا بدینسان همه چیز برای یک کودتای موفق آماده بود.
استر، گسویوس و دکتر یالمار شاخت به بک و هالدر برای یک کودتای فوری اصرار می‌کردند اما ژنرال‌ها موافق این بودند که تنها در صورتی می‌توانند موافقت و پشتیبانی افسران سپاه را برای کودتا جلب کنند که هیتلر حرکت نمایانی برای شروع جنگ انجام دهد با این اوصاف هالدر از استر خواست تا کارها برای کودتا را آماده و تنظیم کند سرانجام موافقت شد وقتی هیتلر به وضوح وارد جنگ با چکسلواکی شد هالدر کودتا را براه بیندازد. از این رو مأمور مخفی توطئه گران با کمک گروه اطلاعات نظامی استر به بریتانیا رفت تا به این کشور اصرار کنند که در قضیه بحرات منطقه سوودت قویا با هیتلر مخالفت کند. با این وجود در ۲۸ سپتامبر نخست‌وزیر نویل چمبرلن موافقت کرد در نشستی در مونیخ شرکت کند که این نشست منتهی یه تجزیه چکسلواکی شد. فتح سیاسی هیتلر روحیه را بیشتر و انسجام نیروی مقاومت آلمان را نابود کرد. هالدر دیگر از طرح کودتا پشتیبانی نمی‌کرد. این نزدیک به موفقیت‌ترین برنامه توطئه گران ارتش آلمان علیه هیتلر قبل از کودتای ۲۰ ژوئیه ۱۹۴۴ بود.
وقتی در اواسط ۱۹۳۹ جنگ رو به گسترش بنظر می آمد کوشش‌ها برای یک کودتای اولیه دوباره زنده شد. استر همچنان در تماس با هالدر و ویتزلبن بود اما بسیاری از افسران بخصوص آنهایی که اصالتاً پروسی بودند به شدت ضد لهستانی نیز بودند و جنگ را برای دانتزیگ (گدانسک فعلی) و باقی قلمرو از دست رفته شرقی را توجیه پذیر می‌دیدند.
با بالا گرفتن جنگ جهانی دوم مقاومت در ارتش مشکل دار تر شد چرا که خود این مقاومت می‌توانست به شکست کلی آلمان در جنگ منتهی شود. با این حال وقتی بلا فاصله بعد از قضیه لهستان هیتلر آماده حمله به فرانسه شد در ۱۹۳۹ هالدر و سایر ژنرال‌های عالی‌رتبه این جنگ را عبث و غیر واقع بینانه می‌دیدند و دوباره سرگرم طراحی کودتا به اصرار استر و کاناریس شدند با این حال وعدهٔ هیتلر برای ((از بین بردن روح حاکم بر زوسن)) (زوسن محلی بود که سرفرماندهی عالی ارتش المان در ان قرار داشت) که او این روح حاکم را حس شکست می‌دانست باعث ترس هالدر از این شد که نیروی مقاومت در حال لو رفتن است پس تمام اسناد و مدارک جرم و توطئه را نابود کرد.
در این زمان در اقدامی که حتی توطئه‌گران ان را خیانت به کشور می‌دانستند، استر به رابط نظامی هلند برت ساس بیش از بیست بار پیام هشدار آمیز از خطر حمله قریب‌الوقوع المان به هلند ارسال کرد ساس این پیام‌ها را به دولتش رساند اما باور نکرد. خود استر برآورد می‌کرد که این خیانت به بهای زندگی ۴۰۰۰۰ سرباز آلمانی تمام شود اما تصمیمش را انجام داد چرا که این را برای جلوگیری از مرگ میلیون‌ها نفر لازم می‌دید و بدون تردید جلوگیری از ورود المان به جنگی ویرانگر می‌توانست یک پیروزی زود هنگام برای آلمان باشد.
سال‌های ۱۹۴۰ تا ۱۹۴۲ زمان درجا زدن مقاومت آلمان بود بسیاری از افسران راضی بودند که اینگونه فکر کنند که ترس شان از یک فاجعه نظامی اشتباه بوده و عده‌ای دیگر همچنان مخالف هیتلر و نازی‌ها بودند اما با توجه به محبوبیت عظیم هیتلر بین تودهٔ عوام مردم حرکت بر عیله او را غیرممکن می‌دیدند. استر خستگی ناپذیر اما در چنین شرایطی شبکه مقاومت را بازسازی می‌کرد. در ۱۹۴۱ زمانی که نابودی سازمان یافته یهودیان اروپا با حمله به اتحاد جماهیر شوروی آغاز شد استر و تیم اطلاعاتی نظامی اش با هنینگ فن ترشکو از گروه مقاومت در سپاه مرکزی المان ارتباط برقرار کردند. در ۱۹۴۲ مهم‌ترین یارگیری استر ژنرال فردریش اولبریشت رئیس سازمان ژنرال‌های ارتش در سرفرماندهی در بندلربلاک در مرکز برلین بود که تمام سیستم‌های مخابراتی مستقل و واحدهای ذخیره را در کل المان کنترل می‌کرد. استر و گروه اطلاعات نظامی اش برای ترشکو و افرادش بمب‌های ساخت بریتانیا تهیه کردند (بمب‌های المانی قبل از عمل صدا به وجود می آورد و برای ترور مناسب نبود) ترشکو و تیمش در چندین اقدام برای ترور هیتلر از این بمب‌ها استفاده کردند که همگی نا موفق بود.
به هر حال در اواخر ۱۹۴۳ کوشش تیم اطلاعات نظامی استر برای نجات یهودی‌ها به وسیله گشتاپو کشف شد. استر از کار برکنار شد. هانس فن دوهنانی که اندکی قبل از جنگ به اطلاعات نظامی پیوسته بود و دیتریش بونهوفر که یک مذهبی لوتریان معروف و با جناق دوهنانی بود ۱۴ یهودی را به شکل مأموران سازمان اطلاعات نظامی المان درآورده بودند و می‌خواستند تحت عنوان عملیاتی ساختگی به نام U-۷ به سوییس فراری دهند اما هر دو بازداشت شدند و استر در حبس خانگی قرار گرفت اما دخالت آن‌ها در مقاومت المان بعد از کودتای ۲۰ ژوئیه ۱۹۴۴ آشکار شد.

## مرگ
استر روز بعد از کودتای ۲۰ ژوئیه بازداشت شد. در روز ۴ آوریل دفتر یاداشت‌های روزانه دریاسالار کاناریس کشف شد و در خشم ناشی از خواندن آن هیتلر دستور اعدام تمام اعضای مقاومت المان و توطئه‌گران نظامی را داد. در ۸ آوریل استر بونهوفر و کاناریس در دادگاه نمایشی و غیر علنی اس اس با ریاست قاضی اوتو ثوربک به مرگ محکوم شدند و در سحرگاه روز بعد هر سه در اردوگاه مرگ فلوسنبورگ به دار آویخته شدند. آن‌ها را بزور قبل از دار زدن عریان کرده بودند. اردوگاه دو هفته بعد بدست ارتش ایالات متحده آمریکا آزاد شد.